# يوليوس إل. شامبرز
يوليوس إل. شامبرز (بالإنجليزية: Julius L. Chambers)‏ هو محامي أمريكي، ولد في 6 أكتوبر 1936 في مونت غيليد في الولايات المتحدة، وتوفي في 2 أغسطس 2013 في تشارلوت في الولايات المتحدة.